# Paviljoen Binnengasthuisterrein
Het Paviljoen Binnengasthuisterrein is een bouwwerk in Amsterdam-Centrum.  De architect van het gebouw Theo Bosch heeft het resultaat van zijn ontwerp nooit gezien; hij overleed voor de oplevering.

## Geschiedenis
In de jaren zeventig en tachtig was de Universiteit van Amsterdam constant bezig met de (her)ontwikkeling van de gebouwen van de terreinen van het Binnengasthuis. Daarbij kwam ze steeds in aanvaring met buurt (hetgeen achteraf bleek mee te vallen) en de Vereniging Vrienden van de Amsterdamse Binnenstad. Eindjaren tachtig had de universiteit nieuwe ideeën voor wat bekend staat als het Administratiegebouw, dat gevestigd is aan de Grimburgwal 9. Dat gebouw naar ontwerp van Jo van der Mey bestond in wezen uit twee delen, het administratiegebouw aan de gracht en de kinderkliniek (Het Beddenhuis) dat daarachter stond. De universiteit wilde alles slopen voor een nieuw gebouw, anderen wilden alles behouden. Het uiteindelijk resultaat was dat de kinderkliniek werd gesloopt en het voorgebouw bleef bestaan. 

## Bouwwerk
Bosch moest strijden voor zijn ontwerp en legde toen uit dat een nieuw gebouw zodanige ruimte zou innemen dat er een open ruimte zou ontstaan en de buurt daarmee lucht zou geven. Bosch ontwerp minstens twee varianten voor de plek; een gebouw met een trapeziumplattegrond, dat paste in de rechtshoekigheid van alle gebouwen en een ovaal gebouw, dat minder ruimte innam en dus meer open lucht liet zien. Er werd gekozen voor het ovalen gebouw, dat al snel werd aangeduid als De Rotonde. Zijn nieuwbouw werd tegen het oude gebouw aangebouwd, maar verschilt daarvan hemelsbreed. Bosch liet een gebouw neerzetten dat uit drie bouwlagen op een kelder staat. Daar waar in de omgeving bakstenen gevels overheersen kreeg het paviljoen een grotendeels uit glas opgetrokken gevel; bijzonder daarbij is nog dat de derde etage uitkraagt. Door het vele glas omschreef ARCAM het als een gebouw met alleen voorkanten. De glaspartij wordt onderbroken door houten panelen in de borstweringen. Het geheel werd opgehangen aan een skelet van betonnen zuilen en vloeren. Opvallend is ook de toepassing van glasblokken in de plint van het gebouw. Door de toepassing van het vele glas viel het gebouw ten tijde van energieverspilling nog op als een lantaarn binnen duisternis en droeg daarbij mee aan een veiliger gevoel van passanten. 
Dat ook relatieve nieuwbouw niet veilig is voor sloop bleek bij nieuwe plannen in de 21e eeuw van de  universiteit. Daar waar in de jaren negentig sommige buurtbewoners tegen het gebouw waren, zagen de toenmalige bewoners niets in die nieuwe plannen. Ook Erfgoedvereniging Heemschut en diverse architecten maakten bezwaar tegen de sloop van de creatie van Bosch. Resultaat was dat het gebouw bleef staan en opgeknapt werd; alleen de inbouw verdween (2022). 